# 帕克徹斯特車站
帕克徹斯特車站（英語：Parkchester station），曾被稱為「帕克徹斯特-東177街車站」（英語：Parkchester–East 177th Street station），是紐約地鐵IRT佩勒姆線一個快車地鐵站。此站於1920年5月27日啟用，位於布朗克斯跨布朗克斯快速道路服務道路（舊東177街）、大都會大道及威斯徹斯特大道，在許丘·J·格蘭特圓環上方。設有6號線（任何時候停站）列車服務，而繁忙時段的尖峰方向還有開行<6>列車。按乘客量計算，帕克徹斯特在2014年是布朗克斯第三繁忙的車站，僅次於161街-洋基體育場車站與第三大道-149街車站。

## 車站結構
| P 月台層 | 南行                  | 往布魯克林橋-市政府（聖羅倫斯大道）                                                    |
| P 月台層 | 島式月台，左/右側開門 |                                                                                        |
| P 月台層 | 尖峰特快              | 平日早上往布魯克林橋-市政府（亨斯角大道） · 平日下午及黃昏往佩勒姆灣公園（城堡山大道） |
| P 月台層 | 島式月台，左/右側開門 |                                                                                        |
| P 月台層 | 北行                  | 除平日下午及黃昏外往佩勒姆灣公園（城堡山大道） · 平日只限落客                          |
| M        | 夾層                  | 車站詢問處、MetroCard自動售票機、閘機                                                  |
| G        | 街道                  | 出入口                                                                                 |

帕克徹斯特是一個快車地鐵站，設有兩個島式月台和三條軌道。車站以北是一個信號塔，一直使用至1990年代末新的控制中心在威斯徹斯特車廠成立。此站於2010年翻新。
當<6>號線快車列車營運時，6號線慢車以此站為總站。<6>號線快車列車只停靠中央軌道而6號線慢車只停靠外側軌道，儘管以該站為總站。列車使用車站以北的道岔前往對應的軌道。以此站為總站的列車以中央軌道通過該批道岔作為袋狀軌接力運行。
此站以北的IRT佩勒姆線任何時候皆以慢車服務，除尖峰時段<6>號線列車在此站與佩勒姆灣公園車站之間停靠慢車站。此時，列車在佩勒姆灣公園轉換方向以便返回曼哈頓。

## 外部連結
- nycsubway.org—IRT Pelham Line: East 177th Street/Parkchester
- nycsubway.org — Live the Dream Artwork (Artist and date unknown) （页面存档备份，存于）
- Station Reporter — 6 Train
- Map of Bronx Subways （页面存档备份，存于）
- The Subway Nut — Parkchester – East 177th Street Pictures （页面存档备份，存于）
- Hugh Grant Circle (west) entrance from Google Maps Street View （页面存档备份，存于）
- Hugh Grant Circle (east) entrance from Google Maps Street View